# Mendicitat

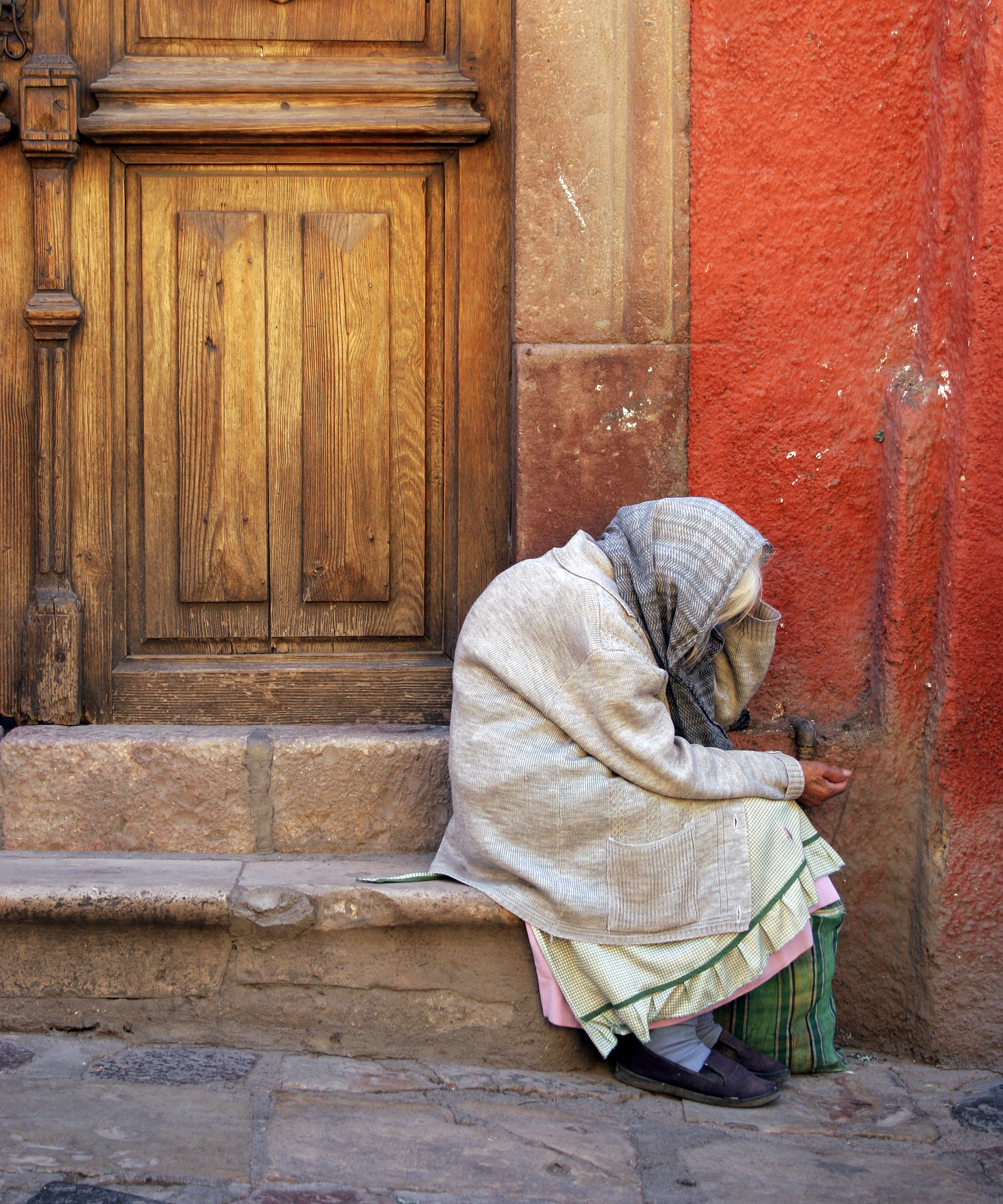
Una dona demana almoines a San Miguel de Allende (Guanajuato, Mèxic).

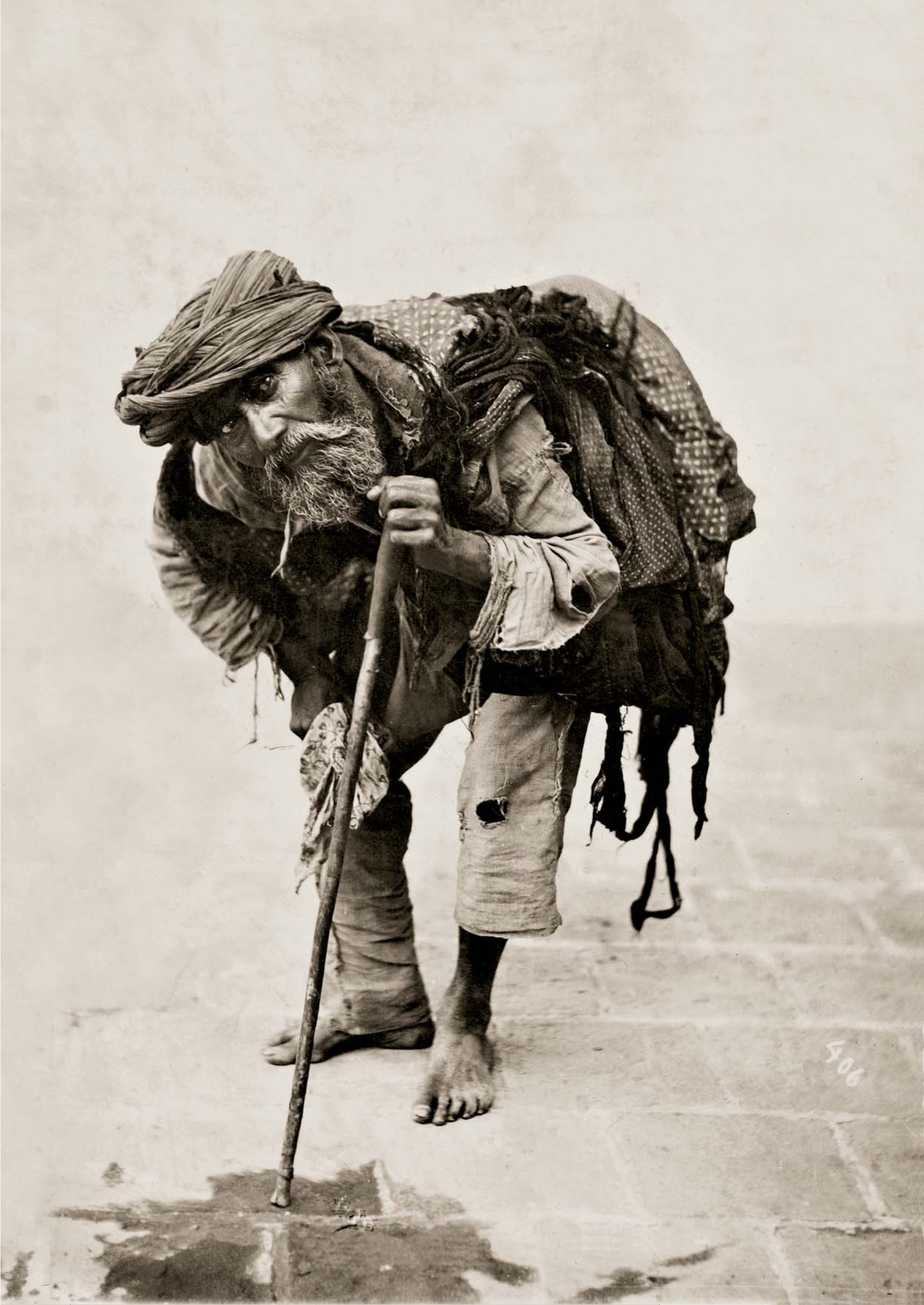
Captaire a Teheran, Iran, ca. 1880

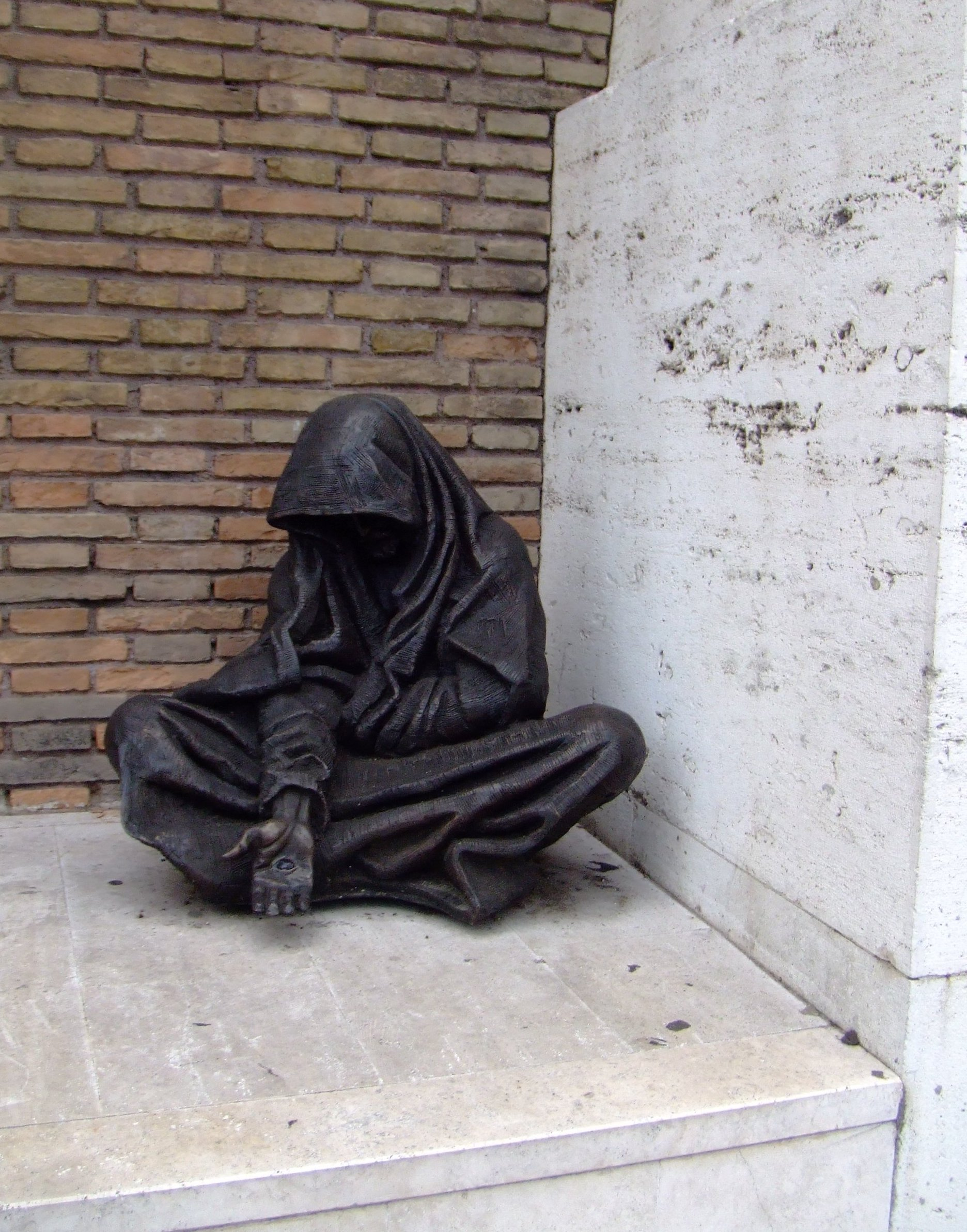
Escultura d'un captaire a l'Hospital San Spirito de Roma

La mendicitat la practiquen aquells que necessiten almoines per al seu suport econòmic. Majoritàriament, els captaires demanen diners.
Els motius per pidolar són diversos, i són especialment freqüents en països del Tercer Món. La desocupació, accidents, l'avançada edat, la vagància o la negativa a rebre ajuda social són alguns dels motius més freqüents.
La mendicitat també pot exercir per voluntat pròpia: un exemple en són els ordes mendicants.